# Historische Städte der Pyu
Historische Städte der Pyu ist eine von der UNESCO gelistete Stätte des Weltkulturerbes in Myanmar. Die Welterbestätte umfasst drei Ruinenstädte des Volks der Pyu, das im ersten nachchristlichen Jahrtausend eine der ersten Hochkulturen in Südostasien bildete.

## Hintergrund
Das tibetobirmanische Volk der Pyu lebte im ersten nachchristlichen Jahrtausend im Gebiet des heutigen Myanmar. Sie errichteten dort mehrere Stadtstaaten, die wohl jeweils von einem eigenen König regiert wurden. Die Städte hatten teils einen runden Grundriss, teils einen rechteckigen. Einige dieser Städte lagen am Lauf des Irrawaddy, die meisten aber abseits an seinen Nebenflüssen.
Für die Landwirtschaft hatten die Pyu ein ausgeklügeltes Bewässerungssystem entwickelt, vor allem um die Stadtanlagen herum lassen sich noch heute Kanalsysteme nachweisen. Ursprünglich hinduistisch geprägt nahmen die Pyu im 2. bis 3. Jahrhundert den Buddhismus an, erhaltenen Inschriften nach aus der Schultradition des Theravada.

## Eintragung
Historische Städte der Pyu wurde 2014 aufgrund eines Beschlusses der 38. Sitzung des Welterbekomitees als Kulturerbestätte in die Liste des UNESCO-Welterbes eingetragen. In der Begründung für die Eintragung heißt es unter anderem:

„Die historischen Städte der Pyu sind die frühesten Zeugnisse für die Einführung des Buddhismus in Südostasien vor fast zweitausend Jahren und die damit verbundenen wirtschaftlichen, sozio-politischen und kulturellen Veränderungen, die zum Aufstieg der ersten, größten und am längsten existierenden urbanisierten Siedlungen der Region bis ins 9. Jahrhundert führten. … Halin, Beikthano und Sri Ksetra zusammen bezeugen gemeinsam die verschiedenen Aspekte der Entwicklung dieses neuen städtischen Siedlungsmodells für den südostasiatischen Raum.“

Die Eintragung erfolgte aufgrund der Kriterien (ii), (iii) und (iv).

„(ii): Durch das Zusammenwirken indigener Pyu-Gesellschaften mit indischen Kulturen aus dem 2. Jahrhundert v. Chr. erreichte der Buddhismus in den Pyu-Städten seinen ersten festen Platz in Südostasien, wo er von allen Schichten der Gesellschaft von der herrschenden Elite bis zu den Landarbeitern aufgenommen wurde. Geprägt von imposanten Gedenkstupas und anderen raffinierten Formen von Backsteinritualbauten sind die historischen Städte der Pyu der früheste Beweis für die Entstehung dieser innovativen Architekturformen in der Region, von denen einige keine bekannten Prototypen haben. Die Entwicklung der städtischen buddhistischen Kultur der Pyu hatte weitreichende und dauerhafte Auswirkungen in ganz Südostasien und gab Impulse für die spätere Staatsbildung nach dem 5. Jahrhundert nach der Weitergabe der buddhistischen Lehre und der klösterlichen Praxis an andere Teile des südostasiatischen Festlands.
(iii): Die historischen Städte der Pyu markierten die Entstehung der ersten historisch dokumentierten buddhistischen urbanen Zivilisation in Südostasien. Die Etablierung von gebildeten buddhistischen Mönchsgemeinschaften entstand zusammen mit der Umstrukturierung der landwirtschaftlichen Produktion, basierend auf der fachmännischen Handhabung von saisonal knappen Wasserressourcen und der spezialisierten Produktion von Industriegütern in Terrakotta, Eisen, Gold, Silber und Halbedelsteinen für den Kult und für den Handel. Der Buddhismus untermauerte den Bau von religiösen Denkmälern in Backstein unter königlicher und allgemeine öffentliche Schirmherrschaft, die durch die Verlagerung von früheren Holzbautechniken zu dauerhaften Materialien gekennzeichnet war. Die Pyu entwickelten einzigartige Bestattungspraktiken unter Verwendung von Bestattungsurnen, um verbrannte Überreste in gemeinschaftlichen Bestattungsanlagen zu lagern. Handelsnetzwerke verbanden die antiken Städte der Pyu mit Handelszentren in Südostasien, China und Indien. Durch dieses Netzwerk trugen buddhistische Missionare ihre auf Pali basierende Lehre in andere Gebiete auf dem südostasiatischen Festland.
(iv): Technologische Neuerungen im Ressourcenmanagement, in der Landwirtschaft und in der Herstellung von Ziegel und Eisen in den historischen Städte der Pyu schufen die Voraussetzungen für bedeutende Fortschritte in der Stadtplanung und im Hochbau. Diese Neuerungen führten zum Aufstieg der drei ersten, größten und langlebigsten buddhistischen Siedlungen in ganz Südostasien. Die urbane Morphologie der Pyu-Städte setzte eine neue Vorgabe für ein erweitertes urbanes Format, das durch massive, von Gräben umgebene, geschlossene Wände gekennzeichnet ist: ein Netzwerk von Straßen und Kanälen, das den städtischen Raum innerhalb der Mauern mit ausgedehnten Bereichen der extramuralen Entwicklung verbindet, mit bürgerlichen Einrichtungen, monumentalen religiösen Strukturen, die von hoch aufragenden Stupas und heiligen Gewässern begrenzt werden. An oder in der Nähe des Zentrums jeder antiken Stadt befand sich eine Verwaltungsanlage, die den Palast als kosmischen Mittelpunkt des politischen und sozialen Universums der Pyu markierte.“

## Umfang
Die serielle Welterbestätte besteht aus drei voneinander getrennten Arealen. Diese umfassen insgesamt einen Schutzbereich von 5809 ha. Die einzelnen Schutzbereiche sind jeweils von Pufferzonen umgeben, die insgesamt eine Fläche von 6790 ha haben.
| Ref.-Nr. | Bezeichnung | Lage                            | Schutzbereich | Pufferzone |
| -------- | ----------- | ------------------------------- | ------------- | ---------- |
| 1444-001 | Halin       | Sagaing-Region (Geokoordinaten) | 1.243 ha      | 2.198 ha   |
| 1444-002 | Beikthano   | Magwe-Region (Geokoordinaten)   | 1.188 ha      | 2.879 ha   |
| 1444-003 | Sri Ksetra  | Bago-Region (Geokoordinaten)    | 3.378 ha      | 1,713 ha   |

## Die einzelnen Städte

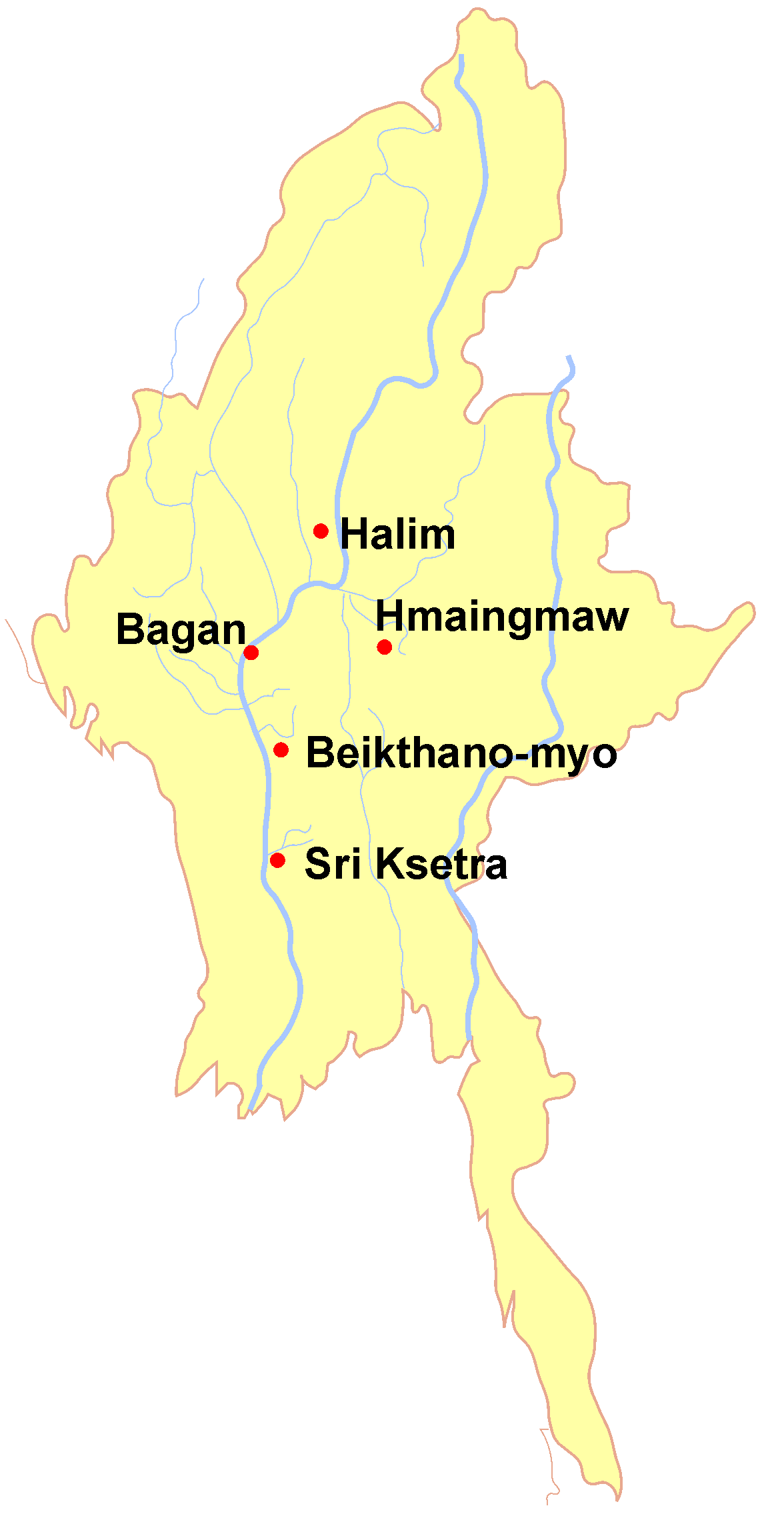
Lageplan

### Beikthano
Beikthano war eine der frühesten Städte der Pyu. Sie entstand im zweiten oder ersten vorchristlichen Jahrhundert und verlor im 5. Jahrhundert an Bedeutung. Die Stadt hatte einen rechteckigen Grundriss von etwa 1 km × 3 km und war von einer Ziegelmauer umgeben, von der heute noch bis zwei Meter hohe Reste stehen. Von 1959 bis 1962 fanden Ausgrabungen statt. Dabei wurden 25 Ziegelbauten gefunden, darunter ein Palastbezirk, eine Klosteranlage und ein Totenhaus. Inschriften oder Figuren wurden so gut wie keine gefunden.

### Sri Ksetra
Sri Ksetra war die größte Stadt der Pyu. Sie soll 94 n. Chr. gegründet worden sein und wurde 656 verlassen. Die Stadt hatte einen runden Grundriss mit 4,4 km im Durchmesser und war von einer Ziegelmauer umgeben. Erste Ausgrabungen fanden 1904 statt, 1991 wurde ein Palast im Zentrum der Stadt ausgegraben. Weitere ergrabene Bauten sind Stupas, Pagoden und Tempel. Zudem wurden Gold-, Bronze- und Steinskulpturen sowie Inschriften in Sanskrit, Pali und Pyu gefunden.

### Halin
Halin war die drittgrößte Stadt der Pyu. Sie hatte einen rechteckigen Grundriss von etwa 1,5 km × 3 km und war von einer Ziegelmauer umgeben. In der Mitte der Statt befand sich eine ebenfalls ummauerte Palastanlage. Ausgrabungen fanden 1904 bis 1905, 1929 bis 1930 und 1963 bis 1967 statt. Dabei wurden vor allem Urnen, Inschriften und Statuen gefunden. Dass kaum Architekturreste gefunden wurden, wird darauf zurückgeführt, dass Holz das Hauptbaumaterial war.

## Bilder

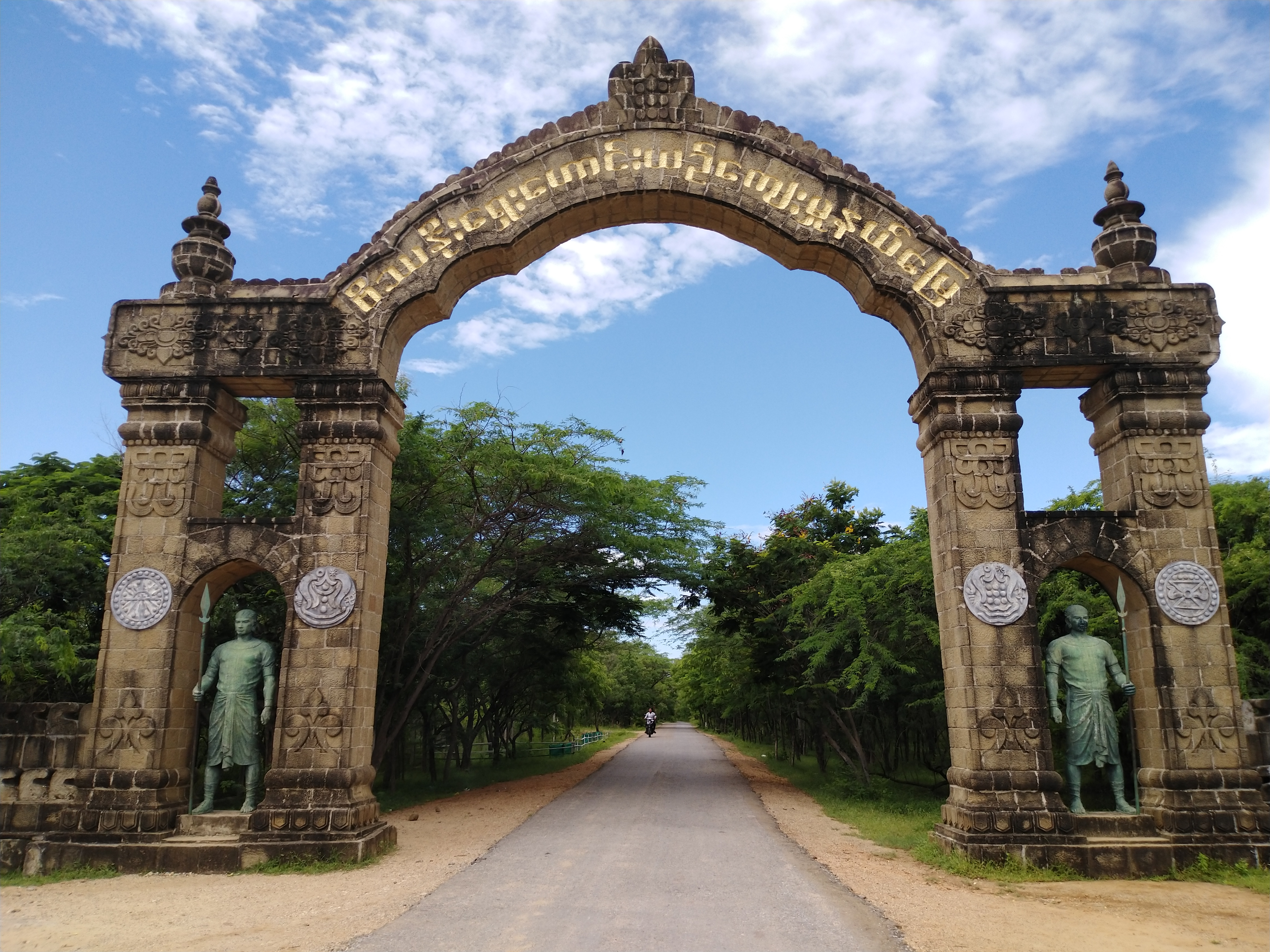
Tor in Beikthano
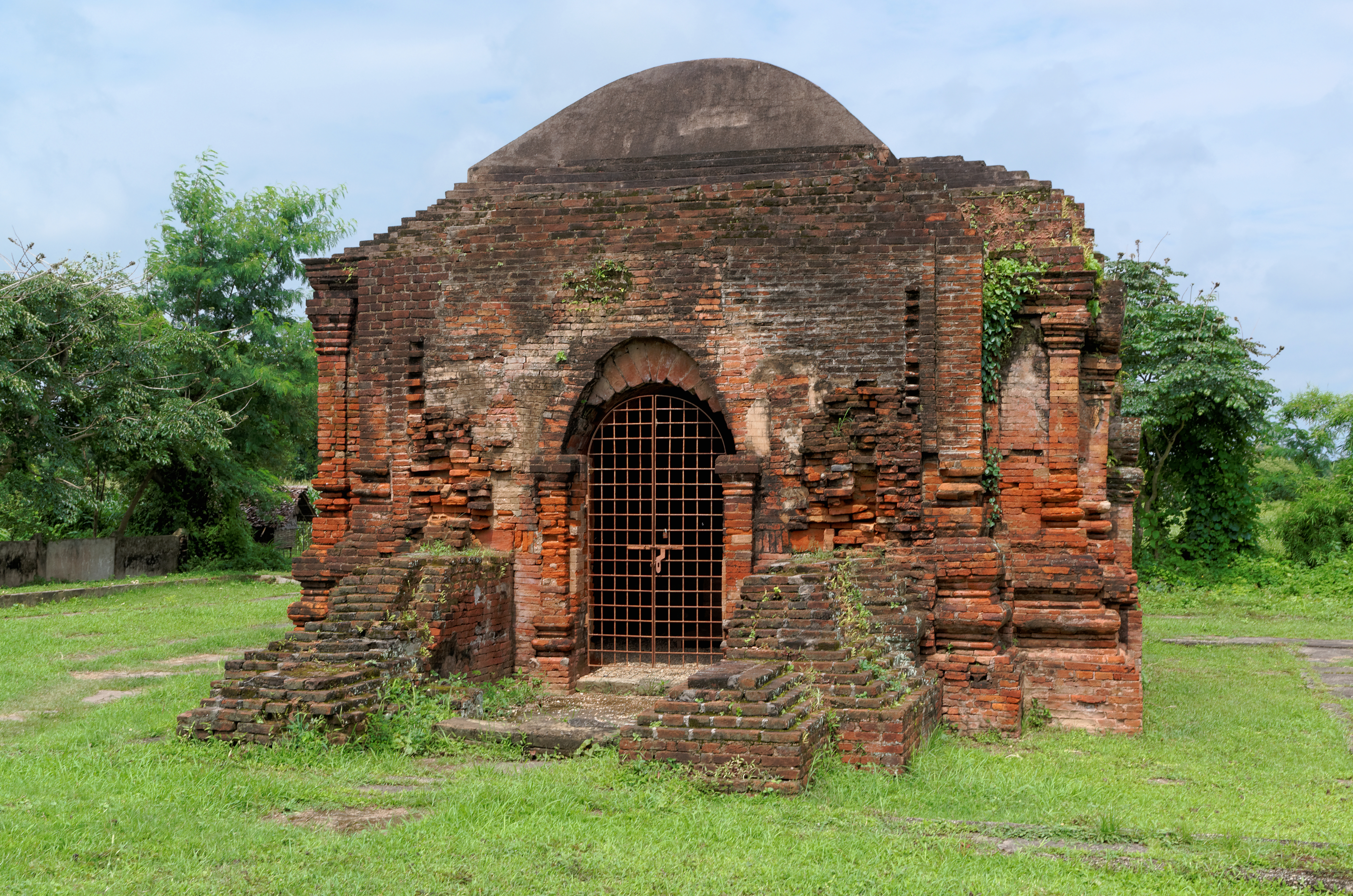
Tempelruine in Sri Ksetra
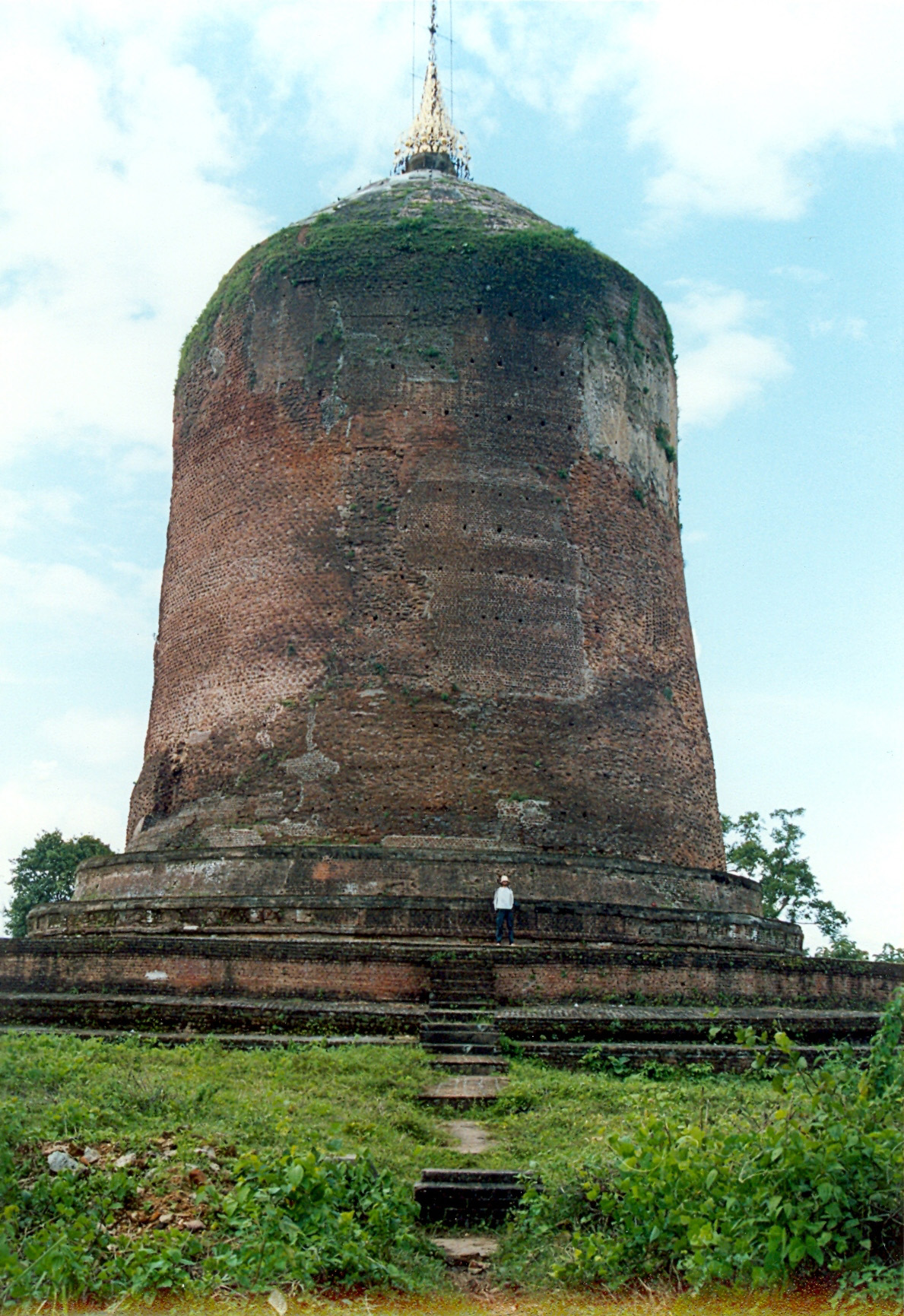
Pagode in Sri Ksetra
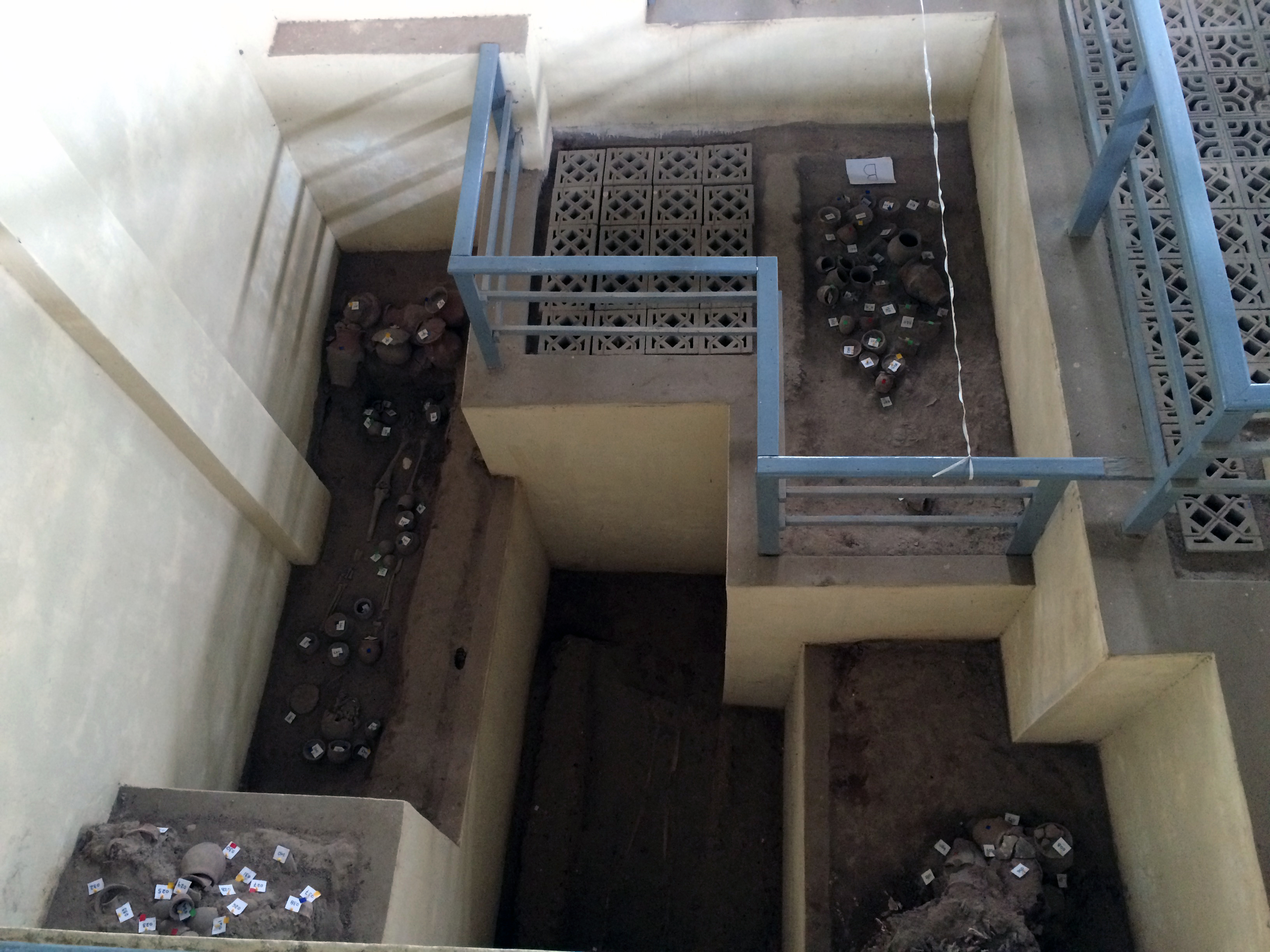
Grabstätten in Halin
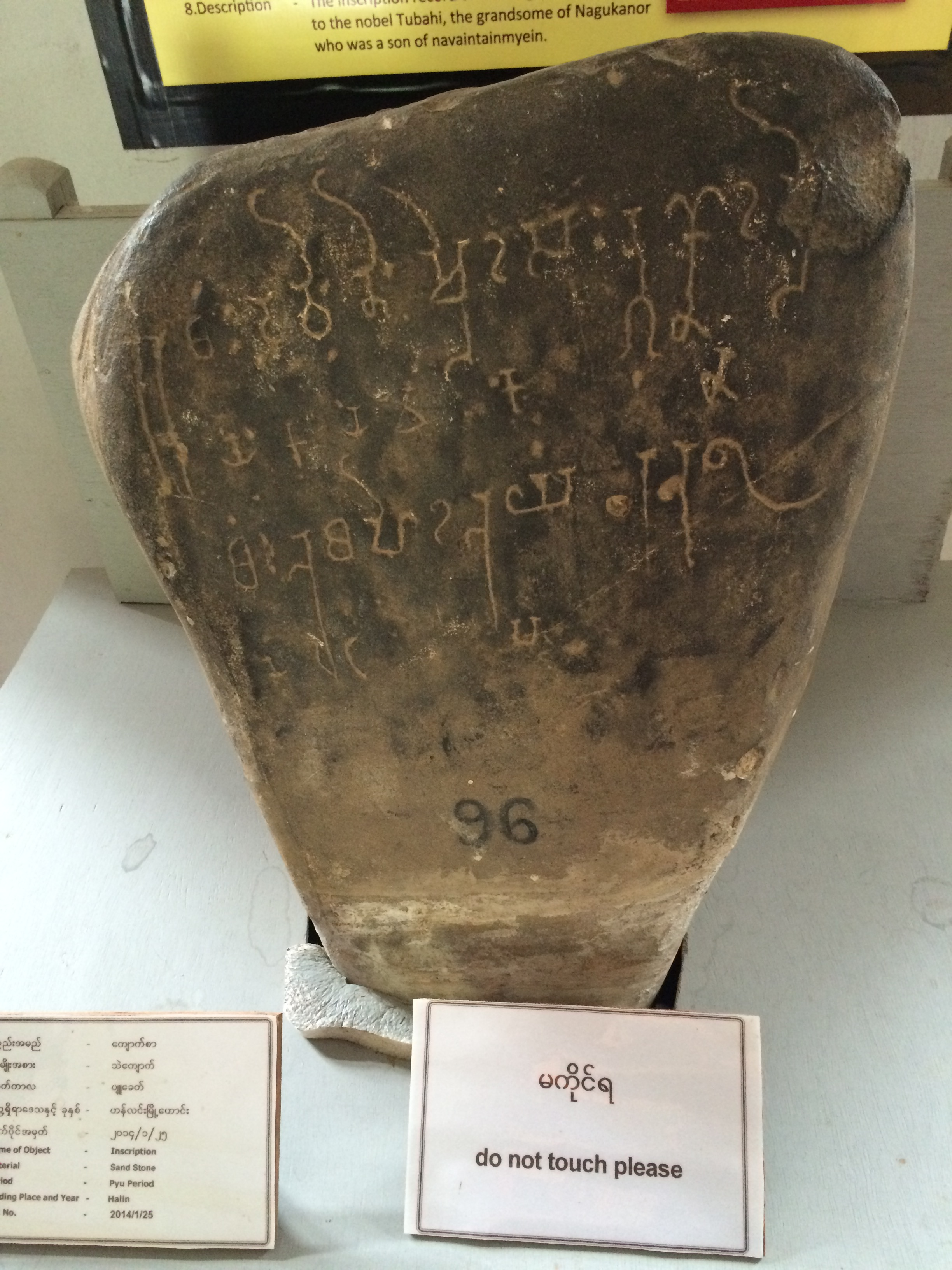
Inschrift aus Halin